# Spielberg (Austria)
Spielberg è un comune austriaco di 5 292 abitanti nel distretto di Murtal, in Stiria; ha lo status di città (Stadt). Il 1º gennaio 2015 ha inglobato il comune soppresso di Flatschach.
Sul suo territorio sorge il Red Bull Ring, autodromo su cui si disputano Gran Premi di Formula 1 e MotoGP.